# Cambodia Airways
Cambodia Airways je kambodžská letecká společnost založená v roce 2017 a dceřiná společnost společnosti Prince International Airlines. Společnost byla založena v Phnom Penhu, má registrační kapitál 200 miliónů dolarů a její sídlo je také Phnom Penhu v Kambodži. Jejím cílem je se stát hlavním leteckým dopravcem v Kambodži. 

## Historie
V srpnu 2017 získala letecká společnost licenci od Council for the Development of Cambodia a v září obdržela od obchodní komory zakládací listinu. Dne 6. července 2018 získala certifikát AOC s kódem IATA KR. Provoz letecká společnos zahájila dne 10. července 2018 a první se uskutečnil z hlavního města Kambodže Phnom Penhu do Siem Reap, který je branou do Angkoru, 14. července 2018 se uskutečnil první let do Sihanoukville a 21. července 2018 se uskutečnil první mezinárodní let do Macaa v Číně.

## Destinace
Centrem společnosti Cambodia Airways je Phnom Penh. V Kambodži létá společnost do Siem Reap a Sihanoukville. Hlavní mezinárodní trasy vedou do Číny, kde společnost létá do letiště Macau ze všech tří letišť v Kambodži. Tchaj-wan je obsluhován letištěm Siem Reap v podobě charterových letů do Tchaj-peje a pravidelných letů do Tchaj-čungu, které začali v listopadu 2018.
Mezi plánované mezinárodní destinace patří Hongkong, Manila na Filipínách, Singapur, Kuala Lumpur v Malajsii a Bangkok v Thajsku. 
Od října 2018 je letiště Taipei na Tchaj-wanu obsluhováno přímo z Siem Reap s přímým spojením s Tchaj-čungem naplánované na listopad 2019.
Jsou plánované charterové lety do Evropy a Austrálie, taktéž do Koreje a Japonska.
Od října 2019 se flotila společnosti Cambodia Airways skládá z pěti letadel s průměrným stářím 7 let. Do roku 2023 plánovala letecká společnost koupit 20 letadel rodiny Airbus A320. Airbus A330s bude pořizován pro lety do Evropě a Austrálie, pro nákup letadel zatím nebylo stanoveno pevné datum. V březnu 2023 používala Cambodia Airways tuto leteckou flotilu:
| typ letadla     | číslo | objednáno | registrační číslo                         | Poznámky                       |
| --------------- | ----- | --------- | ----------------------------------------- | ------------------------------ |
| Airbus A319-100 | 3     |           | XU-787                                    |                                |
| Airbus A319-100 | 3     | XU-797    |                                           |                                |
| Airbus A319-100 | 3     | XU-878    |                                           |                                |
| Airbus A320-200 | 3     |           | XU-761                                    | leasing od společnosti Aero K. |
| Airbus A320-200 | 3     | XU-762    | leasing od společnosti Aero K.            |                                |
| Airbus A320-200 | 3     | XU-763    | objednáno, leasing od společnosti Aero K. |                                |
| celkově         | 6     |           |                                           |                                |